# Nisza osuwiskowa

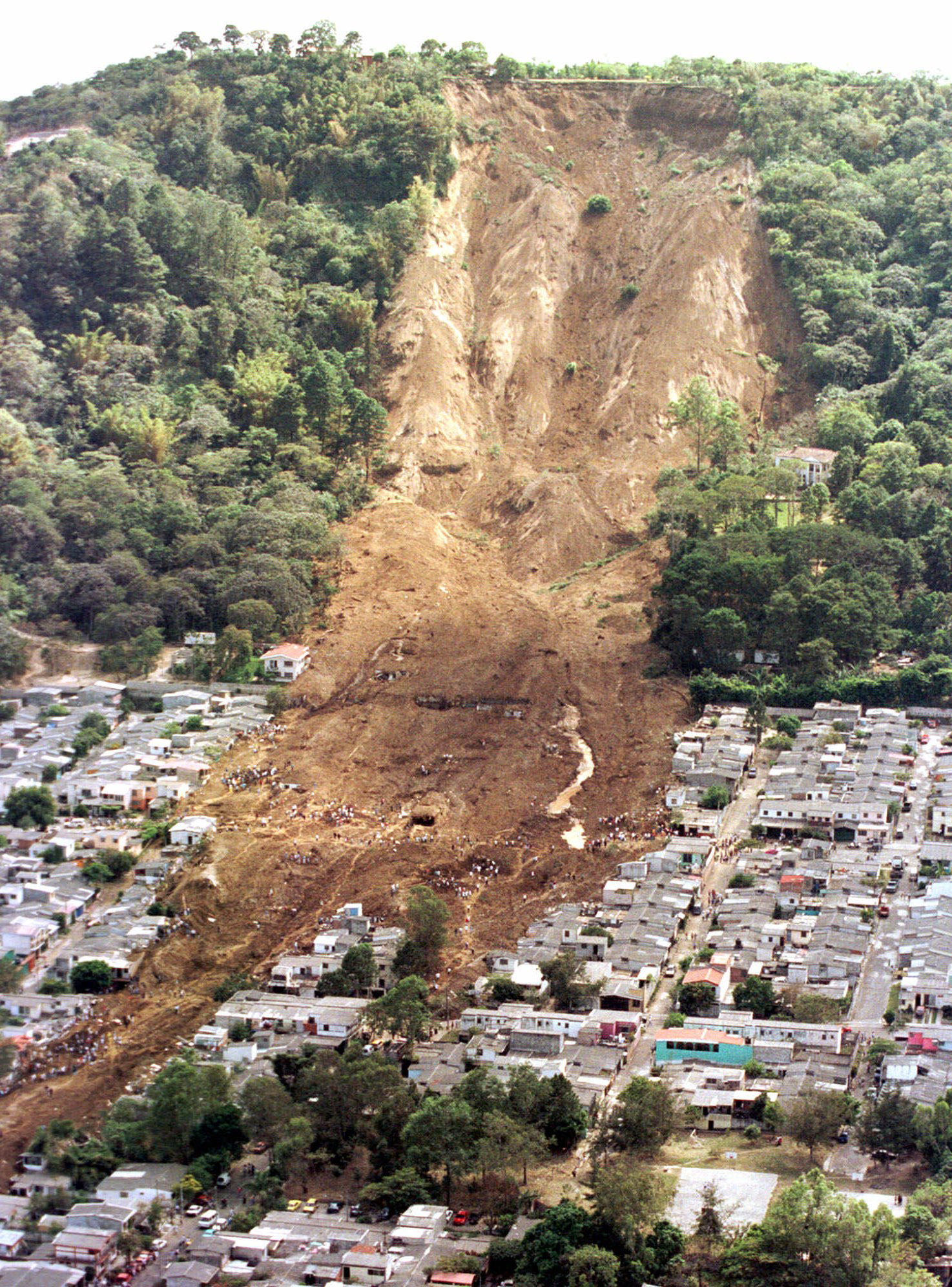
Osuwisko w Salwadorze

Nisza osuwiskowa – element morfologiczny osuwiska; miejsce skąd wyniesiony został materiał skalny (skała luźna lub zwietrzelina). Znajduje się w górnej części osuwiska, przechodzi w jęzor osuwiskowy.